# Lijst van voetbalinterlands China - IJsland (vrouwen)
Deze lijst van voetbalinterlands is een overzicht van alle officiële voetbalinterlands tussen de nationale vrouwenteams van China en IJsland. De landen hebben tot nu toe acht keer tegen elkaar gespeeld.

## Wedstrijden
| № | Plaats     | Datum           | Competitie                                    | Wedstrijd       | Uitslag |
| - | ---------- | --------------- | --------------------------------------------- | --------------- | ------- |
| 1 | Montechoro | 14 maart 2007   | Algarve Cup 2007                              | IJsland − China | 4 − 1   |
| 2 | Olhão      | 11 maart 2009   | Algarve Cup 2009                              | China − IJsland | 2 − 1   |
| 3 | Albufeira  | 4 maart 2011    | Algarve Cup 2011                              | IJsland − China | 2 − 1   |
| 4 | Lagos      | 5 maart 2012    | Algarve Cup 2012                              | China − IJsland | 0 − 1   |
| 5 | Ferreiras  | 11 maart 2013   | Algarve Cup 2013                              | China − IJsland | 1 − 0   |
| 6 | Lagos      | 10 maart 2014   | Algarve Cup 2014                              | China − IJsland | 0 − 1   |
| 7 | Yongchuan  | 20 oktober 2016 | Four Nations Women's Football Tournament 2016 | China − IJsland | 2 − 2   |
| 8 | Parchal    | 8 maart 2017    | Algarve Cup 2017                              | IJsland − China | 2 − 1   |

## Samenvatting
| Competitie                               | Totaal gespeeld | Winst China | Gelijk | Winst IJsland | Doelsaldo China – IJsland |
| ---------------------------------------- | --------------- | ----------- | ------ | ------------- | ------------------------- |
| Algarve Cup                              | 7               | 2           | 0      | 5             | 6 − 11                    |
| Four Nations Women's Football Tournament | 1               | 0           | 1      | 0             | 2 − 2                     |
| Totaal                                   | 8               | 2           | 1      | 5             | 8 − 13                    |